# Alberto Gori
Alberto Gori, O.F.M. (Agliana, 9 de fevereiro de 1889 - Jerusalém, 25 de novembro de 1970) foi um clérigo católico italiano, que serviu como Custódio da Terra Santa, Patriarca Latino de Jerusalém e Grão-Prior da Ordem Equestre do Santo Sepulcro de Jerusalém.

## Primeiros anos
Alberto Gori ingressou na Ordem dos Frades Menores em 26 de setembro de 1907, na província toscana de San Bonaventura, e foi ordenado sacerdote em 19 de julho de 1914, em Florença. Quando a Primeira Guerra Mundial estourou, Gori era padre há poucos dias. Ele se tornou capelão militar e enfermeiro e conseguiu ser enviado para a Palestina, quando um destacamento italiano foi enviado para lá. Sendo franciscano, ele se juntou à Custódia em 8 de fevereiro de 1919 e foi designado para a Basílica do Santo Sepulcro. Em 1922, foi enviado para Alepo, onde no ano seguinte se tornou diretor do prestigiado Colégio de Estudos Superiores da Custódia.

## Custódio da Terra Santa
Em 22 de fevereiro de 1937, Gori foi nomeado Custódio da Terra Santa e em 8 de abril assumiu o cargo, que exerceu dando continuidade à política de colaboração com as autoridades britânicas. No início de sua administração, a revolta árabe de 1936-1939 dificultou o ministério dos frades. Durante a Segunda Guerra Mundial, os britânicos internaram religiosos alemães e italianos, mas o Padre Gori ficou livre para exercer suas funções. Durante cinco anos, administrando seus poucos irmãos e seus limitados recursos financeiros, ele conseguiu evitar a paralisia da missão. Ao longo da guerra da Palestina, em seus relatórios à Santa Sé, Gori expressou dúvidas sobre a atitude dos judeus em relação aos cristãos e enfatizou a "benevolência" do "povo árabe", que permitiu aos católicos "trabalhar abertamente na construção de novas igrejas e novas escolas", na profissão da fé católica e "no desempenho de funções sagradas".
Seu modo prudente e sábio de agir, muito estimado pelas autoridades eclesiásticas, levou à confirmação de seu mandato em abril de 1943 e à sua nomeação como Delegado Geral da Custódia, com faculdades especiais e extraordinárias.
Em abril de 1947, o Padre Gori solicitou à comissão da ONU encarregada de encontrar uma solução política para a Palestina que a comunidade internacional estabelecesse normas precisas para a proteção dos Lugares Santos e para o livre exercício de atividades das instituições cristãs. A partir de novembro seguinte, o Custódio assinou algumas declarações conjuntas dos líderes religiosos cristãos da Terra Santa para condenar o projeto da ONU e expressar solidariedade com o luta dos árabes cristãos e muçulmanos. Em 30 de abril de 1948 – em conjunto com os patriarcas ortodoxos e armênios – Gori apelou aos britânicos para que protegessem os santuários e se retirassem somente depois que uma autoridade internacional assumisse o controle da situação. Contudo, o recurso não foi ouvido. Nesse momento, desde setembro de 1947, Gori era o único representante da comunidade católica na Terra Santa, pois o Patriarca Barlassina havia falecido e a Santa Sé, na difícil situação da região, não tinha pressa em escolher seu sucessor.
Durante as primeiras semanas do conflito árabe-israelense, as autoridades israelenses pediram repetidamente à Custódia uma mediação, em particular para facilitar a saída de mulheres, idosos e crianças do bairro judeu sitiado pela Liga Árabe. Em outubro de 1948, o Padre Gori enviou um memorando ao Papa, afirmando que ambos os lados do conflito haviam "cometido excessos", mas os árabes haviam se mostrado "muito respeitosos e corretos", enquanto os grupos terroristas judeus Stern e Irgun ocuparam igrejas e conventos "cometendo todo tipo de excessos e vandalismo". O Custódio também destacou a tragédia dos refugiados e pediu medidas diplomáticas à Santa Sé em favor da liberdade de acesso e culto nos santuários destinados a ficar sob soberania árabe ou judaica. Gori acolheu refugiados em várias instituições da Custódia e para suprir suas necessidades mais básicas, diante dos poucos recursos da ordem, ele conseguiu doações do catolicismo ocidental.

## Patriarca Latino de Jerusalém
Chamado a Roma no final de 1949, em 21 de novembro, Alberto Gori foi eleito Patriarca Latino de Jerusalém; pela primeira vez, um antigo guardião franciscano da Terra Santa tornou-se patriarca, embora o Patriarca Luigi Piavi fosse oriundo de sua ordem. Considerado pela Santa Sé como grande especialista na situação espiritual e política da Palestina, como prelado, seria capaz de proteger os direitos dos católicos e suas instituições. Recebeu a ordenação episcopal no dia 27 de dezembro, pelo Cardeal Eugène Tisserant, Cardeal-Bispo do Porto e Santa Rufina; os principais co-consagradores foram o Arcebispo da Cúria Luigi Traglia e Igino Michelangelo Nuti OFM, Vigário Apostólico emérito do Egito. Antes de voltar para a Terra Santa, em fevereiro de 1950, o Papa Pio XII ofereceu a ele uma "cruz peitoral artística de ouro" e sua bênção apostólica; outros membros da Cúria também lhe deram vários presentes para sua missão no Patriarcado.
Monsenhor Gori tomou posse da diocese em 18 de fevereiro de 1850, na Basílica do Santo Sepulcro. Ao longo dos dois anos de sé vacante, após a morte de Monsenhor Luigi Barlassina, o Patriarcado estava agora dividido entre quatro estados: Jordânia, Israel, Chipre e Egito. Os fiéis foram redistribuídos pelo êxodo dos refugiados. Logo após sua volta, ele realizou várias visitas pastorais ao largo de quatro meses. Gori considerou necessário nomear três vigários patriarcais com assentos em Amã, Nicósia e Nazaré. Ele gradualmente conseguiu recuperar todos os edifícios do patriarcado que haviam sido tomados pelos soldados israelenses e pela Liga Árabe durante a guerra e, na década de 1950, ele até obteve reparações de Israel e da Jordânia. No entanto, Gori dedicou-se principalmente ao trabalho pastoral, especialmente à construção de escolas cristãs e ao cuidado de refugiados do território israelense que se estabeleceram principalmente na Jordânia.
Ele fundou 18 igrejas paroquiais na Jordânia – a maioria das quais tinha escolas e reitorias anexas – e cerca de dez residências para as Irmãs do Rosário locais. O Patriarca também renovou e expandiu significativamente o seminário diocesano de Beit Jala, de onde, durante seu governo, surgiram 42 padres, 37 dos quais eram de origem local. Monsenhor Gori queria que vários deles obtivessem uma educação universitária, após terem passado alguns anos servindo as paróquias (entre os que se beneficiaram desta oportunidade estavam os futuros patriarcas Michel Sabbah e Fouad Twal e os bispos auxiliares Giacinto-Boulos Marcuzzo, Kamal Bathish e Salim Sayegh).
Entre 1960-1962, Gori foi membro da Comissão Preparatória Central do Concílio Vaticano II, nomeado pelo Papa João XXIII. Durante o Concílio em si, Monsenhor Gori falou sobretudo sobre as relações com as religiões não cristãs, a colegialidade episcopal, a Igreja no mundo contemporâneo e as relações com os cristãos orientais separados. Ele também lidou com o pedido de supressão de seu patriarcado latino, que seus colegas orientais queriam substituir por um patriarcado melquita. Não só estes pedidos não foram aceitos pelos Padres Conciliares, como Gori conseguiu obter do Pontífice a nomeação de três bispos auxiliares, um dos quais – Monsenhor Giacomo Giuseppe Beltritti – com direito de sucessão.
Como os demais Patriarcas desde a restauração do Patriarcado, Gori também se envolveu na liderança dos Cavaleiros do Santo Sepulcro de Jerusalém. Durante o período da sé vacante de Jerusalém, em 14 de setembro de 1949, o Papa Pio XII emitiu o breve Quam Romani Pontifices, na qual confirmou o novo estatuto da ordem, alterando também a liderança, porque o Patriarca de Jerusalém (com o título de "reitor e administrador permanente da ordem") deixou de ser seu chefe e um Grão-Mestre, escolhido pelo Papa entre os cardeais, foi colocado à sua frente. O Cardeal Nicola Canali tornou-se o primeiro Grão-Mestre da Ordem, e o Patriarca Latino Alberto Gori recebeu o cargo de Grão-Prior da Ordem. Durante a reforma do Estatuto da Ordem do Santo Sepulcro em 1962, o cargo de Grão Prior foi excluído da participação direta na administração da Ordem e se tornou apenas um cargo honorário. Uma nova edição do Estatuto, em 1967, pôs o Grão Prior em terceiro lugar na liderança direta da Ordem, depois do Grão-Mestre e do Assessor. Somente em 1977 o cargo de Grão Prior foi restaurado à sua posição privilegiada.
Em 7 de novembro de 1962, hospedou a primeira reunião de bispos do mundo árabe, que gerou anos depois a Conferência dos Bispos Latinos das Regiões Árabes (CELRA); Monsenhor Gori foi o primeiro presidente da CELRA e até sua morte, presidiu 21 assembleias. Em janeiro de 1964, acolheu o Papa Paulo VI em peregrinação à Terra Santa, o que culminou em um abraço histórico com o Patriarca Atenágoras no Monte das Oliveiras.

Patriarca Alberto Gori faleceu em 25 de novembro de 1970 e foi sepultado na co-catedral do Patriarcado Latino, na capela de São José.